# Gäng

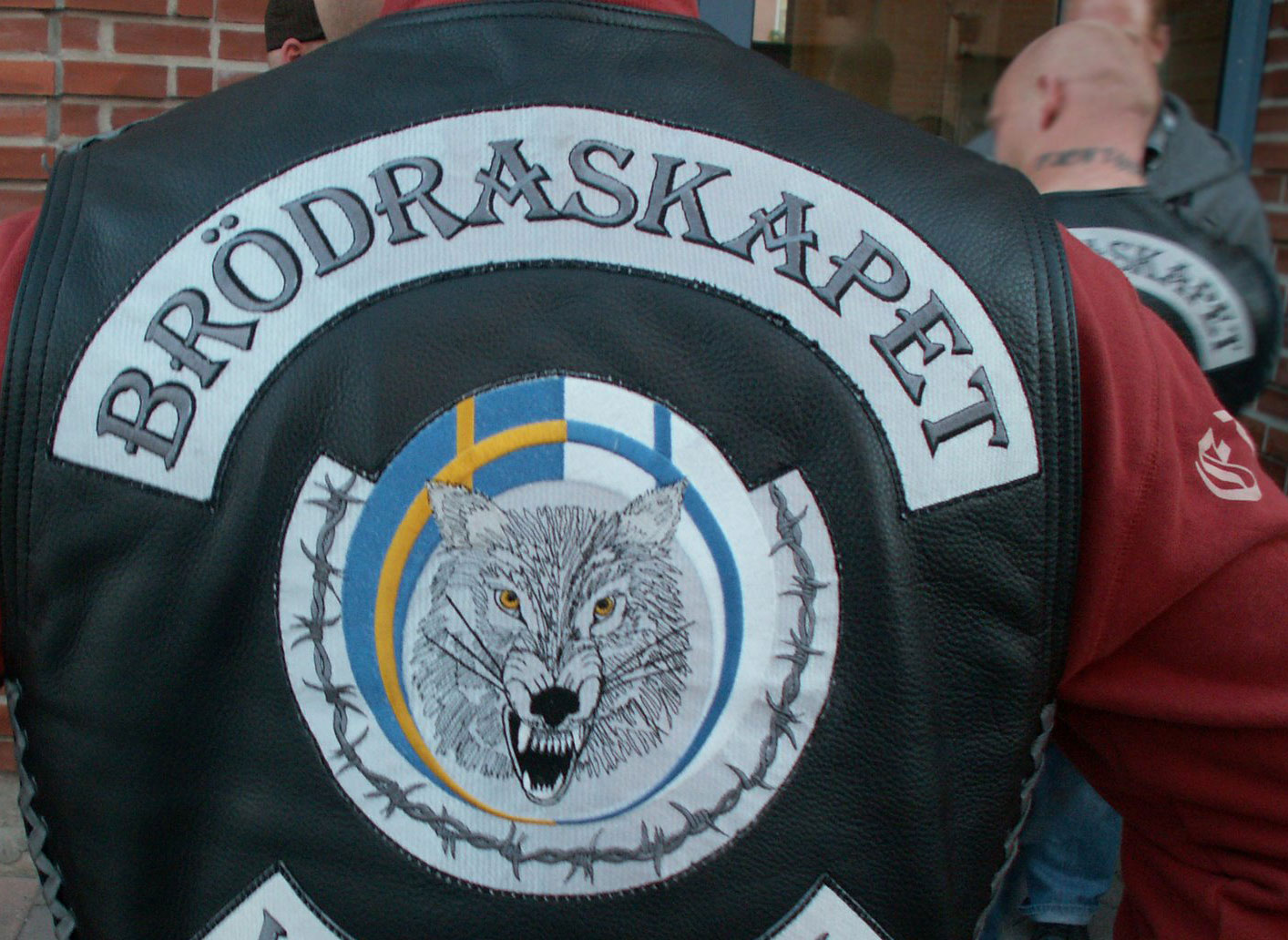
Brödraskapets emblem.

Ett gäng är en grupp människor eller ett hemligt sällskap som delar en gemensam identitet, även om den identiteten ibland inte är mer än själva associationen till varandra. Ett gäng kan bestå av en politik, etnisk eller annan sorts gemenskap, såsom ett fotbollslag eller en motorcykelklubb. Ordet gäng har ofta fått en negativ eller på annat vis laddad betydelse, då det numera ofta syftar på kriminella gatugäng.
Formerna för gängen kan variera. Det kan vara exempelvis ungdomsgäng, uppstått i socialt utsatta bostadsområden, eller internationella ligor och nätverk. Vissa gäng hävdar att de ofta att de blir orättvist utpekade som kriminella eftersom deras verksamhet inte är olaglig per se utan att kriminella handlingar utförts av enskilda medlemmar.